# Schizopera lagrecai
Schizopera lagrecai is een eenoogkreeftjessoort uit de familie van de Miraciidae. De wetenschappelijke naam van de soort is voor het eerst geldig gepubliceerd in 1988 door Pesce.